# BB-152

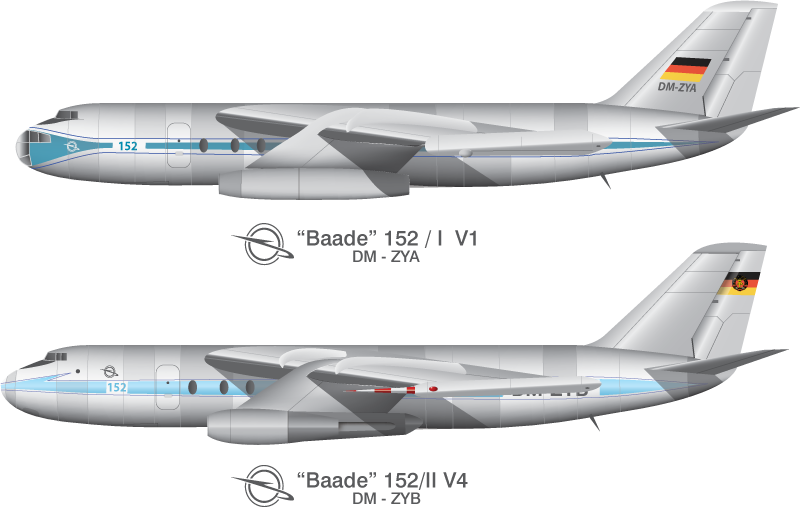
Od góry pierwszy i drugi prototyp

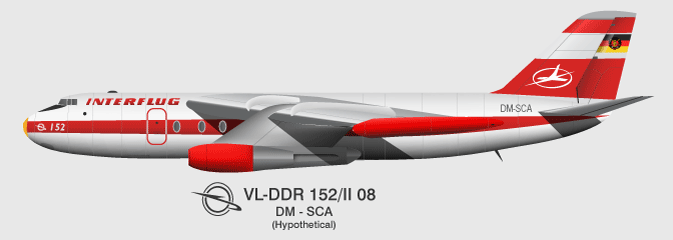
Hipotetyczny wygląd wersji seryjnej w barwach Interflug

BB-152 (znany również pod oznaczeniem Baade 152, Flugzeug 152, Dresden 152 lub prościej 152) – samolot pasażerski średniego zasięgu zbudowany w Niemieckiej Republice Demokratycznej w połowie lat 50. XX wieku. Maszyna nie weszła do produkcji seryjnej.

## Historia
Od połowy lat 50. państwowa wytwórnia lotnicza VEB Flugzeugwerke w Dreźnie pracowała nad nowym samolotem pasażerskim przeznaczonym do lotów na średnich dystansach. Kierownikiem zespołu projektowego był inżynier Brunolf Baade, który powrócił ze Związku Radzieckiego, do którego trafił jako jeniec wojenny po zakończeniu II wojny światowej. Podczas wojny Baade pracował w wytwórni Junkersa. Swoje doświadczenia wykorzystał przy projektowaniu radzieckiego samolotu bombowego oznaczonego jako OKB-1 EF 140, który konstrukcyjnie wywodził się z samolotu Junkers Ju 287. Prowadzone dalsze prace nad EF 140 zaowocowały powstaniem konstrukcji oznaczonej jako Samolot 150 lub Aleksiejew 150. Był to dwusilnikowy bombowiec, który jednak nie był dalej rozwijany. Po powrocie do kraju swoje doświadczenia Baade wykorzystał przy projektowaniu BB-152, którego makieta po raz pierwszy została pokazana na Wiosennych Targach w Lipsku w 1958 roku. Pierwszy prototyp V1/I z oznaczeniem DM-ZYA rozpoczął próby kołowania 30 kwietnia 1958 r. 4 grudnia tego samego roku po raz pierwszy wzbił się w powietrze, jednak podczas swojego drugiego lotu 4 marca 1959 roku samolot uległ katastrofie podczas podchodzenia do lądowania w Ottendorf-Okrilla a cała znajdująca się na jego pokładzie załoga zginęła. Dalsze badania w locie prowadzono na drugim prototypie V4/II ze znakami DM-ZYB. Wybudowano jeszcze jeden prototypowy samolot V5/II (DM-ZYC), który posłużył do testów prowadzonych na ziemi. Na początku 1961 roku zakończono dalsze pracę nad samolotem i cały program jego budowy i rozwoju został anulowany. Pod naciskiem Związku Radzieckiego w ramach podziału prac w Radzie Wzajemnej Pomocy Gospodarczej podjęto decyzję, że rozwojem i produkcją samolotów komunikacyjnych zajmować się będzie tylko i wyłącznie ZSRR, samolotów rolniczych i sportowych Czechosłowacja zaś Polska Rzeczpospolita Ludowa, budową szybowców. NRD zaprzestało dalszych inwestycji w rozwój własnego przemysłu lotniczego a wydział lotniczy Politechniki Drezdeńskiej został zamknięty. Samolot BB-152 miał stanowić uzupełnienie dla radzieckiej maszyny Tu-104, wstępne zainteresowanie zakupem BB-152 wyraziły Polskie Linie Lotnicze LOT.

## Konstrukcja
BB-152 był całkowicie metalowym górnopłatem ze skrzydłami o ujemnym wzniosie. Pierwszy prototyp napędzany był czterema radzieckimi silnikami turboodrzutowymi RD-9 umieszczonymi po dwa w gondolach zawieszonych na wysięgnikach pod skrzydłami. Posiadał oszklony dziób i jednotorowe podwozie główne chowane w kadłubie, przednie dwukołowe i tylne czterokołowe, dwie pary ustawione obok siebie. Na końcach skrzydeł znajdowały się wsporniki z kołami chowanymi do gondoli umieszczonych na końcówkach płata. Drugi prototyp nie miał już oszklonego dziobu, podwozie przednie chowane do wnęki z przodu kadłuba, główne do wnęk w gondolach silnikowych. Metalowy kadłub o konstrukcji półskorupowej o kołowym przekroju. W drugim prototypie zastosowano silniki rodzimej konstrukcji Pirna 014 zbudowane w zakładach VEB Strömungsmaschinen Pirna. Usterzenie klasyczne, w skrzydłach znajdowały się integralne zbiorniki paliwa.

## Wersje
Przewidywano produkcję następujących wersji:
- 48 pasażerów i 1 570 kg ładunku
- 57 pasażerów i 1 055 kg ładunku
- 72 pasażerów i 1 280 kg ładunku
- wersja towarowa z komorą ładunkową o pojemności 100 m³